# 真丝金䱵
真丝金䱵（学名：Cirrhitichthys falco），又名鷹金䱵，为輻鰭魚綱鱸亞目䱵科金䱵属的鱼类，俗名鹰金䱵，部分分類法將其歸屬於日鱸目䱵科。分布于台湾岛等。该物种的模式产地在民答那峨島、菲律宾。

## 分布
本魚分布于印度太平洋區，包括模里西斯、塞席爾群島、馬爾地夫、中國、台灣、日本、馬來西亞、菲律賓、越南、印尼、澳洲、關島、斐濟、密克羅尼西亞、新喀里多尼亞、帛琉、東加、薩摩亞群島等地水深4至46公尺的區域。

## 特徵
本魚體側扁，體為白色；體側布滿紅褐色不連續且上寬下窄的帶狀斑紋。背鰭硬棘末端具有穗狀突起，尾鰭具紅色斑點，背鰭硬棘10枚；背鰭軟條12枚；臀鰭硬棘3枚；臀鰭軟條6枚，體長可達7公分。

## 生態
本魚棲息於珊瑚礁區，通常單獨或成對出現，性情兇猛，游泳方式特殊。常停棲於珊瑚頭，伺機伏擊經過的獵物。屬肉食性，以小魚或底棲甲殼類為食，具性轉變，雄魚具領域性，為一夫多妻制，會性轉變，且於晚上交配產卵。

## 經濟利用
為觀賞性魚類，不供食用。

## 扩展阅读
維基物種上的相關：鷹金䱵